# Pape Diouf
Pape Diouf (ur. 18 grudnia 1951 roku w Abéché, Czad, zm. 31 marca 2020 roku w Dakarze) – dziennikarz senegalski, od 2004 dyrektor generalny, a następnie (w latach 2005–2009) prezes klubu piłkarskiego Olympique Marsylia.

## Życiorys
Diouf urodził się w czadyjskim mieście Abéché jako syn dwojga Senegalczyków. Krótko po urodzinach jego rodzice wrócili do ojczystego Senegalu, gdzie się wychowywał. Młody Pape zaczął interesować się piłką i w wieku 18 lat trafił do Olympique Marsylia. Pracował równocześnie jako reporter prasowy dla lokalnej gazety La Marseillaise, a następnie dziennika Le Sport. Oprócz studiów na Instytucie Politycznym w Aix-en-Provence (Institut d'Études Politiques (IEP) d'Aix-en-Provence), Diouf pracował jako murarz, tancerz, a potem jako kurier.
Zmarł 31 marca 2020 w szpitalu w Dakarze na skutek choroby COVID-19.